# Plectranthus pseudomarrubioides
Plectranthus pseudomarrubioides là một loài thực vật có hoa trong họ Hoa môi. Loài này được R.H.Willemse miêu tả khoa học đầu tiên năm 1985.